# Cerapteryx friesica
Cerapteryx friesica là một loài bướm đêm trong họ Noctuidae.